# Antonio Guzmán Fernández
Silvestre Antonio Guzmán Fernández, född 12 februari 1911 i La Vega, Dominikanska republiken, död 4 juli 1982 i Santo Domingo, var Dominikanska republikens president 16 augusti 1978 – 4 juli 1982.